# Khouribga
Khouribga (in arabo خريبكة‎?, Khurībka; in dārija خريبگة, Khurībga; in berbero: ⵅⵯⵔⵉⴱⴳⴰ) è una città del Marocco che si trova 120 km a sud-est di Casablanca.  Questa città mineraria è considerata la più importante area di produzione di fosfati al mondo. Office chérifien des phosphates (OCP), la prima azienda pubblica in Marocco gestisce l'area mineraria e gestisce parzialmente le infrastrutture sportive e sociali della città.  Khouribga è noto per le sue attività culturali come l'organizzazione di festival e giornate culturali e artistiche.

## Economia

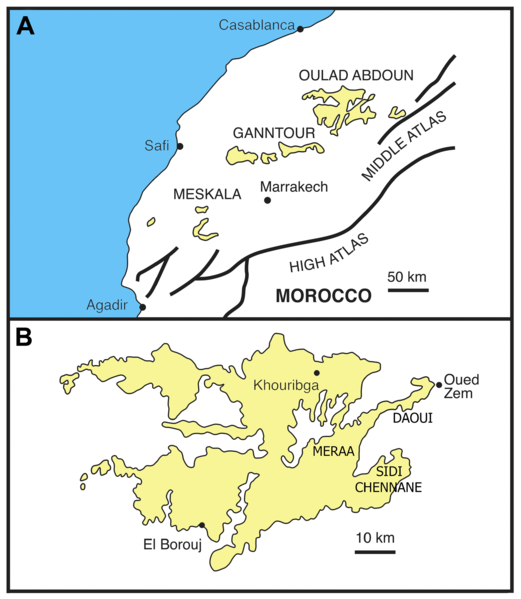
Khourigba si trova al centro di una ricca zona mineraria di fosfato (Oulad Abdoun).

Khouribga è la capitale mondiale dei fosfati, conosciuta a livello mondiale per il suo fosfato roccioso. Data l'alta percentuale di fosfato presente sul territorio (85% circa), esso viene esportato in tutto il mondo. A causa dell'instabilità politica della regione, questa miniera è stata spesso chiusa sin dalla sua apertura nel 1973, sebbene attualmente produca quantità significative di roccia fosfatica.
Attualmente, la società marocchina dei fosfati (OCP), la prima società pubblica in Marocco, gestisce l'area mineraria e gestisce parte delle infrastrutture sportive e sociali della città.
È una città in forte via di sviluppo nel settore commerciale ed edile: infatti ogni anno si aggiungono migliaia di abitazioni e di conseguenza si registra una forte crescita di popolazione.

## Nome
L'origine del nome della città è oscura.  Una moltitudine di ipotesi sono state sviluppate al riguardo, alcune delle quali sono molto fantasiose.  In una di queste ipotesi, consideriamo "khreibga" (dialetto arabo: خريبگة) come una deformazione volgare di "kheirbec" (arabo: خيربك), pseudonimo di un certo ebreo, travestito da musulmano turco, presunto informatore di esploratori europei.  Ma nessun documento conferma questa leggendaria ipotesi.  In un altro, si dice che il nome della città derivi dall'espressione "kheir bqa" (dialetto arabo: الخير بقى) che significa: "il bene dura" o "il bene supera", etimologia che contrasta con l'aridità  della regione e l'estrema crudeltà dello sfruttamento coloniale. Detto questo, la città di Khouribga probabilmente prende il nome dal verbo arabo "kharbaqa" (arabo: خربق) che significa, secondo i dizionari dell'arabo classico, "precipitare la sua marcia", "intrecciarsi", ma anche "tagliare"  [2].  Quest'ultimo senso si riferisce, forse, al paesaggio anarchico dei primi siti di estrazione del fosfato.

## Amministrazione

### Gemellaggi
- Alcamo